# Broccostella
Broccostella là một đô thị ở tỉnh Frosinone trong vùng Lazio, có vị trí cách khoảng 100 km về phía đông của Roma và khoảng 25 km về phía đông bắc của Frosinone. Tại thời điểm ngày 31 tháng 12 năm 2004, đô thị này có dân số 2.704 người và diện tích là 12,0 km².
Broccostella giáp các đô thị: Arpino, Campoli Appennino, Fontechiari, Posta Fibreno, Sora.